# Spyridon Stais
Spyridon Stais (griechisch Σπυρίδων Σταης; * 1859 in Kythira; † 1932 in Athen) war ein griechischer Sportschütze, der an den Olympischen Sommerspielen 1896 in Athen teilgenommen hat. Er trat zum Wettbewerb im Militärgewehrschießen an. Dabei erreichte er – gemeinsam mit Eugen Schmidt aus Dänemark – den 12. Platz mit 845 Punkten.